# Salagena eustrigata
Salagena eustrigata is een vlinder van de familie van de Metarbelidae. De wetenschappelijke naam van de soort is voor het eerst gepubliceerd in 1916 door George Francis Hampson.
De soort komt voor in Jemen, Somalië en Mozambique.